# История Гуама

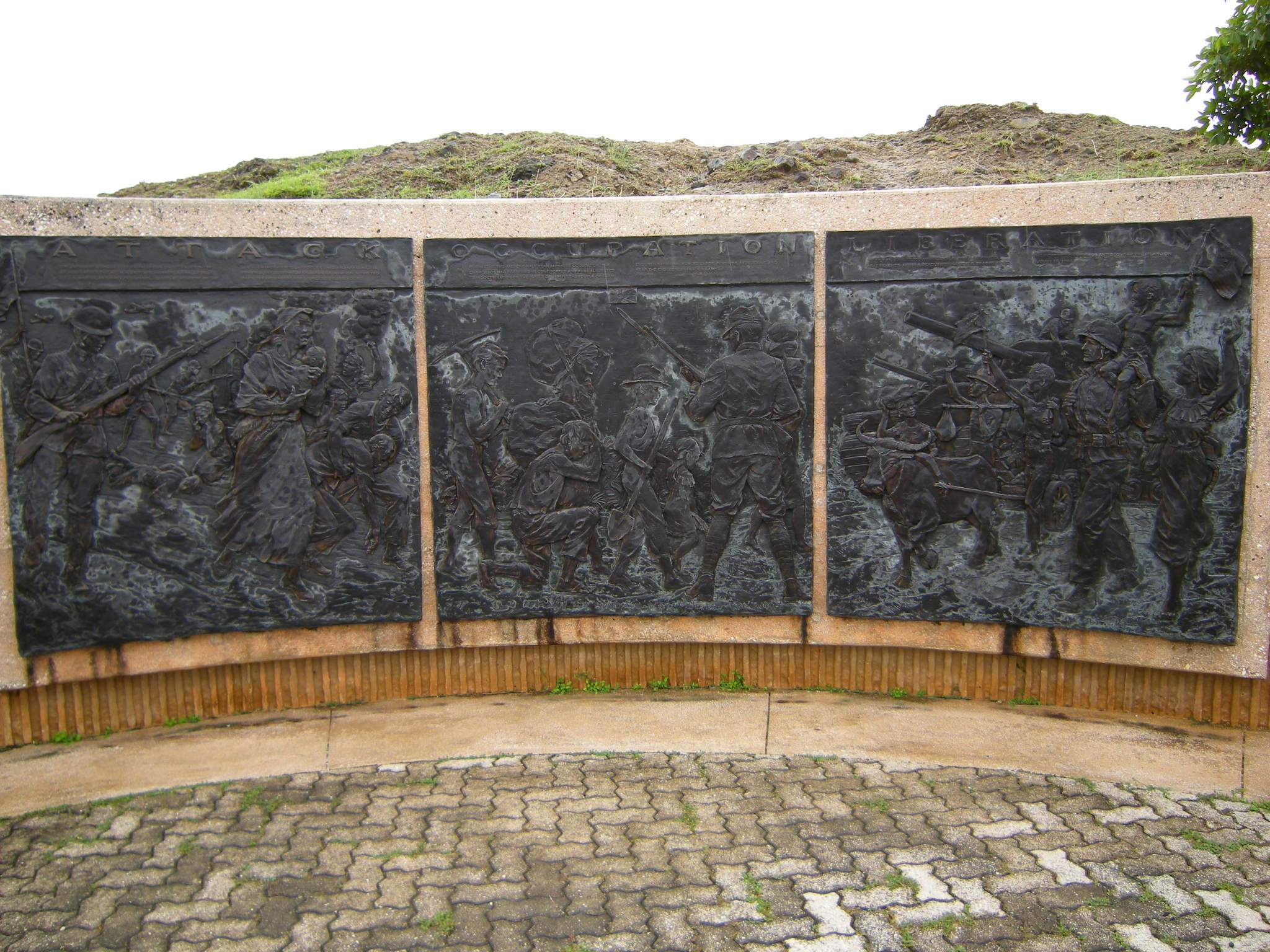
Смотровая площадка Асанской бухты. Панорама — «История сражений»

Гуам — остров в Тихом океане — был заселён одним из австронезийских народов, чаморро, около 3,5 тысяч лет назад.
У образцов RBC1 и RBC2 из пещеры Ритидиан-Бич (Ritidian Beach Cave site) на севере Гуама, датируемых возрастом 2180±30 лет назад, выявили митохондриальную гаплогруппу E2a, у образца RBC1 определена Y-хромосомная гаплогруппа O2a2-P201.
К началу XVI века, когда экспедиция Магеллана открыла Гуам (в 1521), у чаморро уже начало образовываться раннеклассовое общество. Чаморро делились на три основных социальных слоя: вождей, рядовых общинников и рабов.

## Испанский период

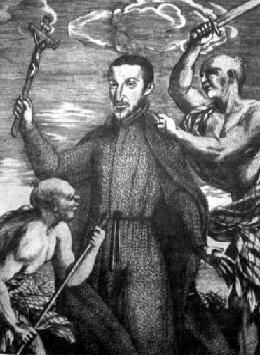
Убийство католического миссионера

Гуам был объявлен колонией Испании в 1565 году. С 1600 года остров использовался испанскими галеонами, следовавшими из Мексики на Филиппины, для отдыха команд и пополнения провианта. В результате началось физическое смешение аборигенов-чаморро с испанцами, мексиканцами и филиппинцами, входившими в состав команд испанских галеонов.
Фактическая испанская колонизация, сопровождавшаяся христианизацией чаморро, началась с 1668 года, с прибытием на остров католических проповедников. Период с 1670 по 1695 год ознаменовался серией бунтов чаморро, подавленных испанскими солдатами. Численность чаморро, особенно мужчин, сильно сократилась. Это привело к дальнейшему смешению чаморро с испанцами, филиппинцами и мексиканцами. Однако у чаморро сохранился свой язык и некоторые обычаи.
В ноябре 1817 года остров посетил русский путешественник Отто Евстафьевичем Коцебу в ходе кругосветного плавания на бриге «Рюрик». К тому времени на острове оставалась только одна семья чаморро, остальные были либо уничтожены, либо бежали на Каролинские острова. Для возделывания земли, испанцы переселили на остров филиппинцев и индейцев из Мексики.

## Американский период

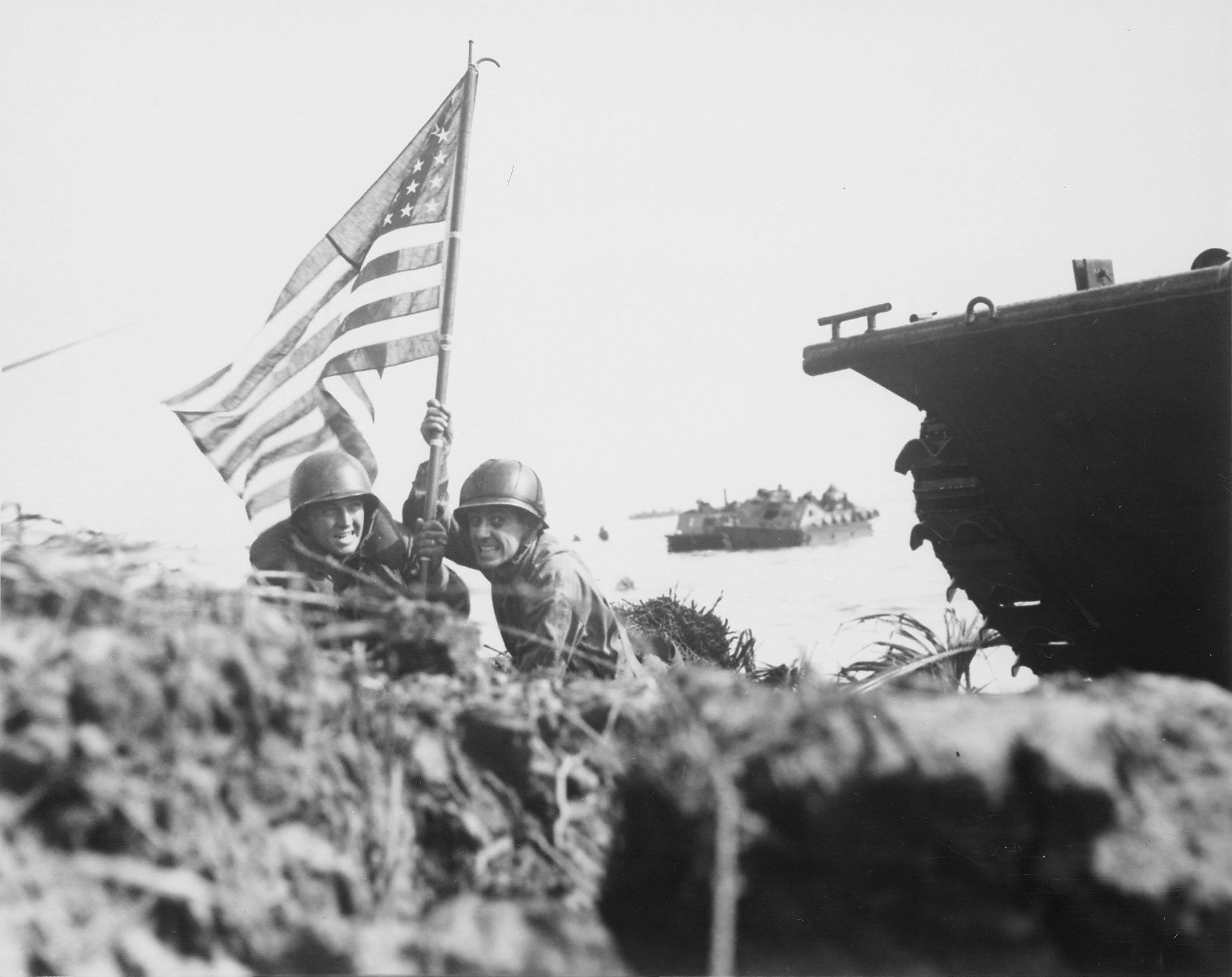
Первый американский флаг на Гуаме, 1944 год.

США завоевали остров в ходе испано-американской войны в 1898 году, и получили его по подписанному в том же году парижскому мирному соглашению. После этого Гуам служил уже перевалочной базой для американских судов, отправлявшихся из Филиппин или на Филиппины.
В ходе Второй мировой войны Гуам подвергся японской бомбардировке 8 декабря 1941 года  через три часа после атаки на Перл-Харбор. Гуам сдался японским силам 10 декабря. 
Японская оккупация Гуама продлилась два с половиной года. В разгар войны примерно 19 000 японских солдат и матросов были расквартированы на острове. 
21 июля 1944 года американцы высадились на Гуаме. Битва за Гуам длилась 20 дней и почти все японцы на острове погибли.
После капитуляции Японии на острове 28 лет жил капрал Сёити Ёкои.
В рамках программы по передислокации американских военнослужащих с Окинавы на острове Гуам с конца января 2023 года начала действовать военная база «Кэмп Блаз. На территории базы будет размещено до 5000 военнослужащих.